# Ruben Been
Ruben Elias Been (ur. 23 kwietnia 2000) – norweski zapaśnik walczący w stylu klasycznym. Zajął siedemnaste miejsce na mistrzostwach świata w 2021. Brązowy medalista mistrzostw nordyckich w 2019 i 2021 roku.
Mistrz Norwegii w 2019; drugi w 2020 i trzeci w 2017 roku.